# Raoul Savoy
Raoul Savoy (Sainte-Croix, 18 mei 1973) is een Zwitsers-Spaans voetbalcoach.
Savoy is voormalig bondscoach van de Centraal-Afrikaanse Republiek, Gambia en Swaziland en heeft meerdere clubs in Kameroen, Algerije, Marokko en Zwitserland gecoacht. Ook was hij sportief directeur bij het Ethiopisch voetbalelftal en Mouloudia Oujda.